# Luzula capitata
Luzula capitata là một loài thực vật có hoa trong họ Juncaceae. Loài này được (Miq. ex Franch. & Sav.) Kom. mô tả khoa học đầu tiên năm 1927.